# Cliff McIsaac
Pour les articles homonymes, voir McIsaac.
Joseph Clifford (Cliff) McIsaac est un vétérinaire, un fonctionnaire et un homme politique canadien, né le 30 août 1930 et mort le 25 juillet 2006.

## Biographie et carrière
McIsaac naît et grandit à l'Île-du-Prince-Édouard. Il ressort diplômé de Truro Agricultural College en 1950 et de Ontario Veterinary College en 1955, puis il ouvre son cabinet de vétérinaire dans la Saskatchewan.
McIsaac se lance dans la politique provinciale. Aux élections générales de 1964, il est élu à l'Assemblée législative de la Saskatchewan pour le Parti libéral dans la circonscription de Wilkie. Le Premier ministre saskatchewanais Ross Thatcher le nomme ministre des Affaires municipales de 1965 à 1971 puis ministre de l'Éducation au sein du Conseil exécutif (en) jusqu'à la défaite du gouvernement aux élections de 1971. Aux élections fédérales de 1974, McIsaac est élu député libéral à la Chambre des communes du Canada pour la circonscription de Battleford—Kindersley. Il sert de secrétaire parlementaire puis de whip du gouvernement du Premier ministre Pierre Trudeau. En revanche, McIsaac n'obtient aucun siège aux élections fédérales de 1979 et de 1980.
Après son retrait de la vie politique, McIsaac est membre de la Commission canadienne du lait et Président du Conseil des produits agricoles du Canada.